# 17 юни (улица)
Улица „17 юни“ (на немски: Straße des 17. Juni) е продължение на берлинския булевард „Унтер ден линден“ (Unter den Linden, в превод „Под липите“).
Започва от западната страна на Бранденбургската врата, минава през централния градски парк „Тиргартен“ и отвежда до квартала Шарлотенбург.
Носи името на датата, на която гражданите на ГДР в Източен Берлин през 1953 г. вдигат т. нар. Берлинско въстание от 17 юни 1953 година срещу комунистическия режим и съветската окупация. Това е първото такова въстание, последвано от въстанията в Познан през 1954 г., Будапеща през 1956 г. и Прага 1968 г. – и 4-те потушени от войските на Съветския съюз и други страни от Организацията на Варшавския договор.
Улицата, намираща се в някогашния Западен Берлин, е преименувана с решение на Берлинския сенат от 22 юли 1953 г. в памет на въстанието в ГДР, а датата се чества като официален национален празник в Западна Германия – наречен „Ден на единството“ – до съединението на Източна и Западна Германия през 1990 година. Днес „Денят на единството“ се чества на 3 октомври – денят на влизането в сила на договора за съединението на двете Германии.
Преди това си име, улицата се е казвала „Шарлотенбургско шосе“.